# Temple de Diana (Mèrida)
El Temple de Diana és un temple romà construït cap a finals del segle i aC a Augusta Emèrita, que més tard es convertiria en capital de la província romana de Lusitània, actual Mèrida (Espanya). Es va aixecar en el fòrum municipal de la ciutat romana seguint la configuració habitual dels temples clàssics grecoromans i és l'únic edifici religiós romà que ha perdurat a Mèrida en un acceptable estat de conservació. En realitat estava dedicat al culte imperial i no a la divinitat Diana. Des de l'any 1993 està declarat Patrimoni de la Humanitat de la UNESCO com a part del Conjunt arqueològic de Mèrida.

## Història i descripció
El temple va ser erigit quan es va fundar la ciutat a la fi del segle i aC, en època de l'emperador Cèsar August, sent així un dels edificis més antics de la colònia romana. Construït amb roca granítica, la seva estructura segueix la d'altres edificis religiosos grecoromans, perquè és un temple de planta rectangular, perípter (és a dir, envoltat de columnes) i amb un pòrtic hexàstil (sis columnes al front). La façana principal, orientada cap al fòrum municipal, està coronada per un frontó en forma d'arc de mig punt. Davant aquesta façana s'estenia una escalinata, l'accés principal al temple, que ja no es conserva. La columnata, de bases àtiques, fusts acanalats i capitells d'orde corinti, descansa sobre un alt podi de carreus i està coronada per una cornisa. Per donar una major sensació de riquesa, el bast granit de les columnes es va revestir d'estuc pintat de vermell que imitava el marbre, avui desaparegut. Com a part del conjunt religiós, a banda i banda de la façana existien dos estanys amb els seus respectius canals. Tot el complex estaria envoltat per un criptopòrtic (galeria porticada subterrània) que delimitava pel nord l'espai del fòrum.
Al segle xvi es va construir en la cel·la, la sala interior del temple, el Palau del Comte los Corbos, un immoble que en part ha assegurat la pervivència de l'obra romana. Aquest palau té portada, finestres i una doble galeria d'estil renaixentista per la construcció del qual es van aprofitar materials romans i visigots. En dues de les seves finestres s'aprecien detalls decoratius d'estil mudèjar.
El temple es diu de Diana des que al segle xvii així el va identificar l'historiador local Bernabé Moreno de Vargas. No obstant això, en les excavacions arqueològiques que van començar el 1972 es va descobrir que no era un temple dedicat a la deessa Diana, sinó al culte imperial, doncs els arqueòlegs van trobar escultures que representen a membres de la família imperial, la del Genius Augusti (símbol de la divinització de l'emperador) i la del Geni del Senat (representació del caràcter diví del senat romà). Aquest conjunt escultòric està en l'actualitat custodiat en el Museu Nacional d'Art Romà, situat a la pròpia Mèrida. El març de 2017 la Junta d'Extremadura va anunciar l'obertura d'un centre d'interpretació en el palau dels Corbos i d'un altre centre d'interpretació en el criptopòrtic del temple.

## Galeria

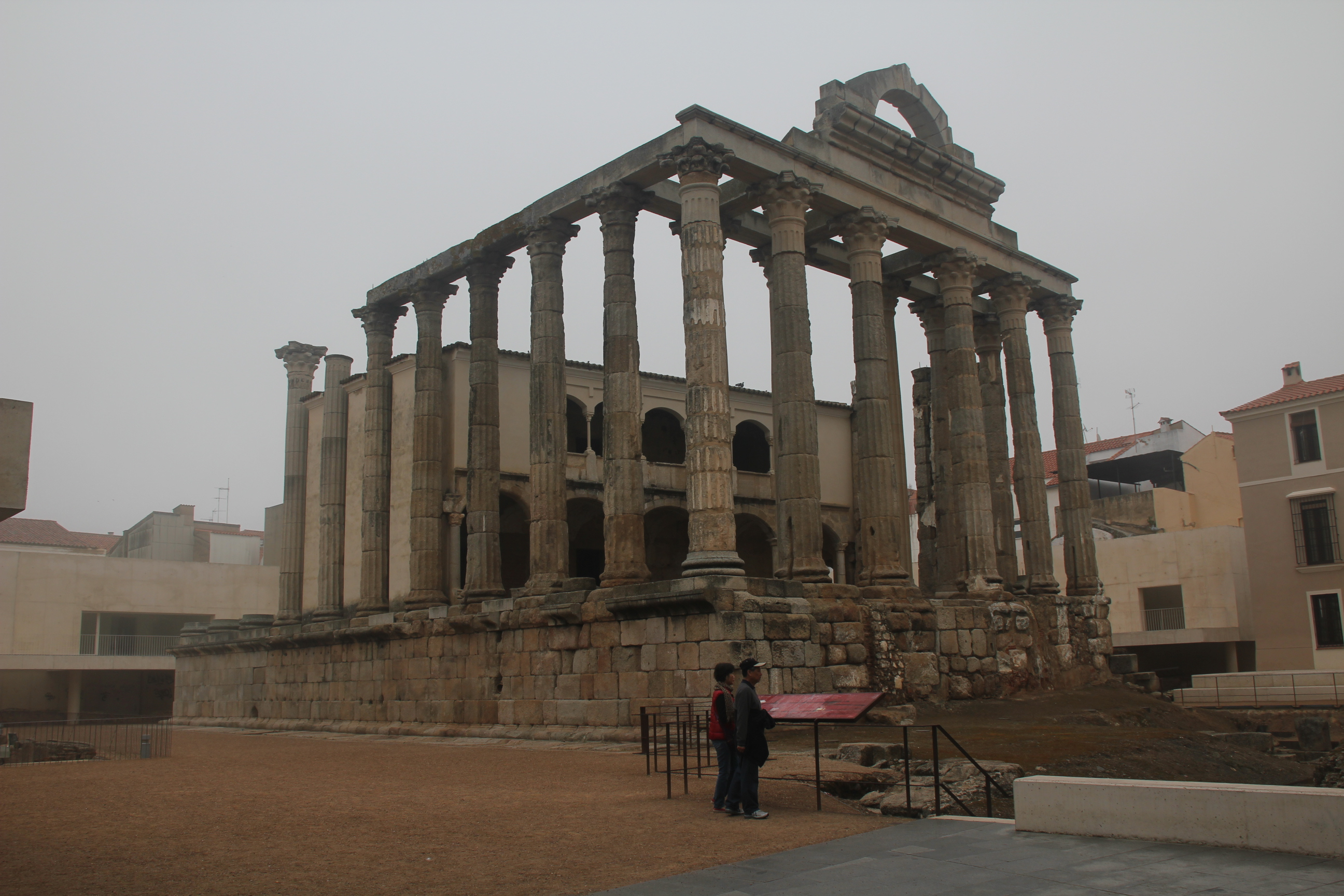
Vista general
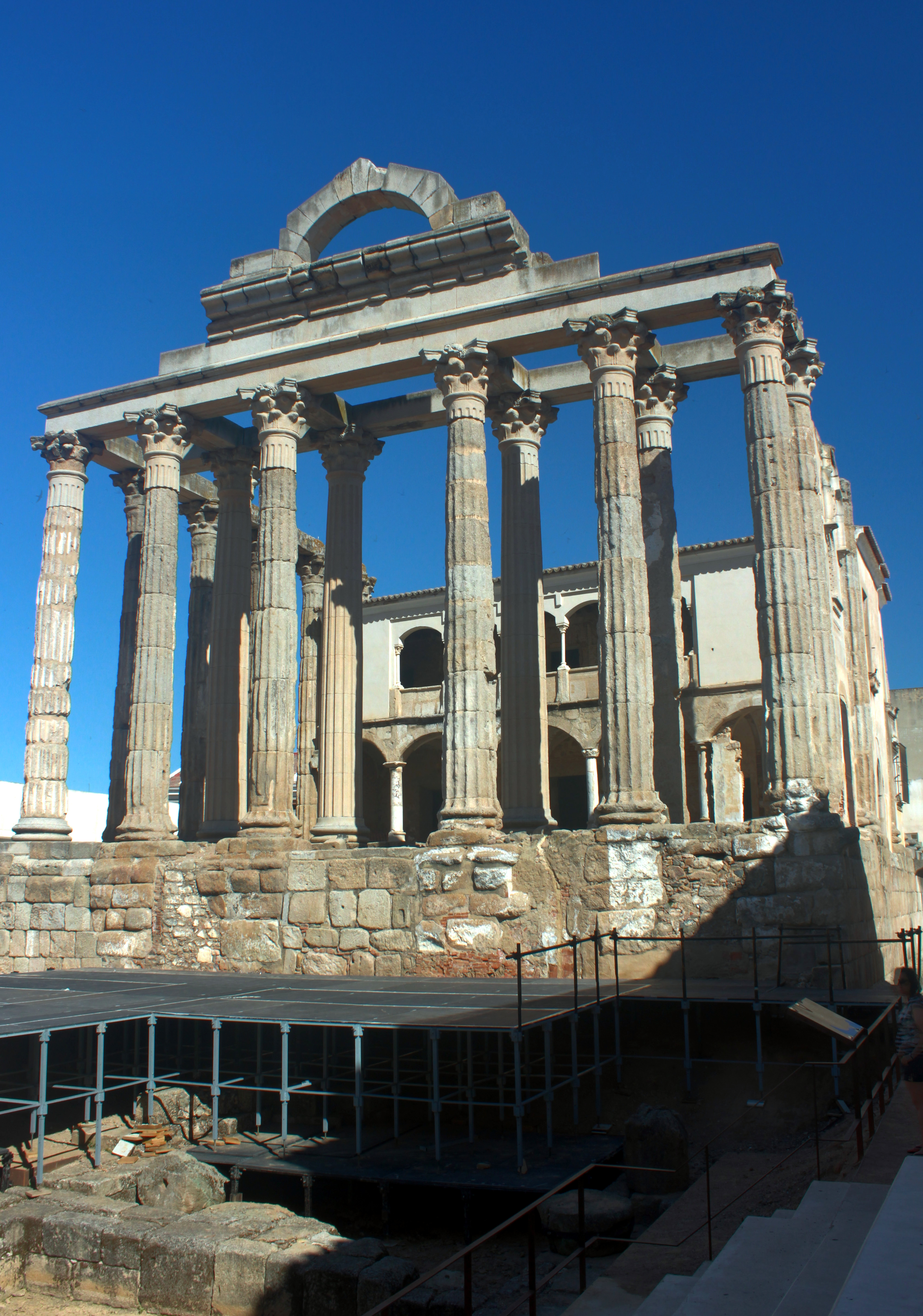
Vista frontal
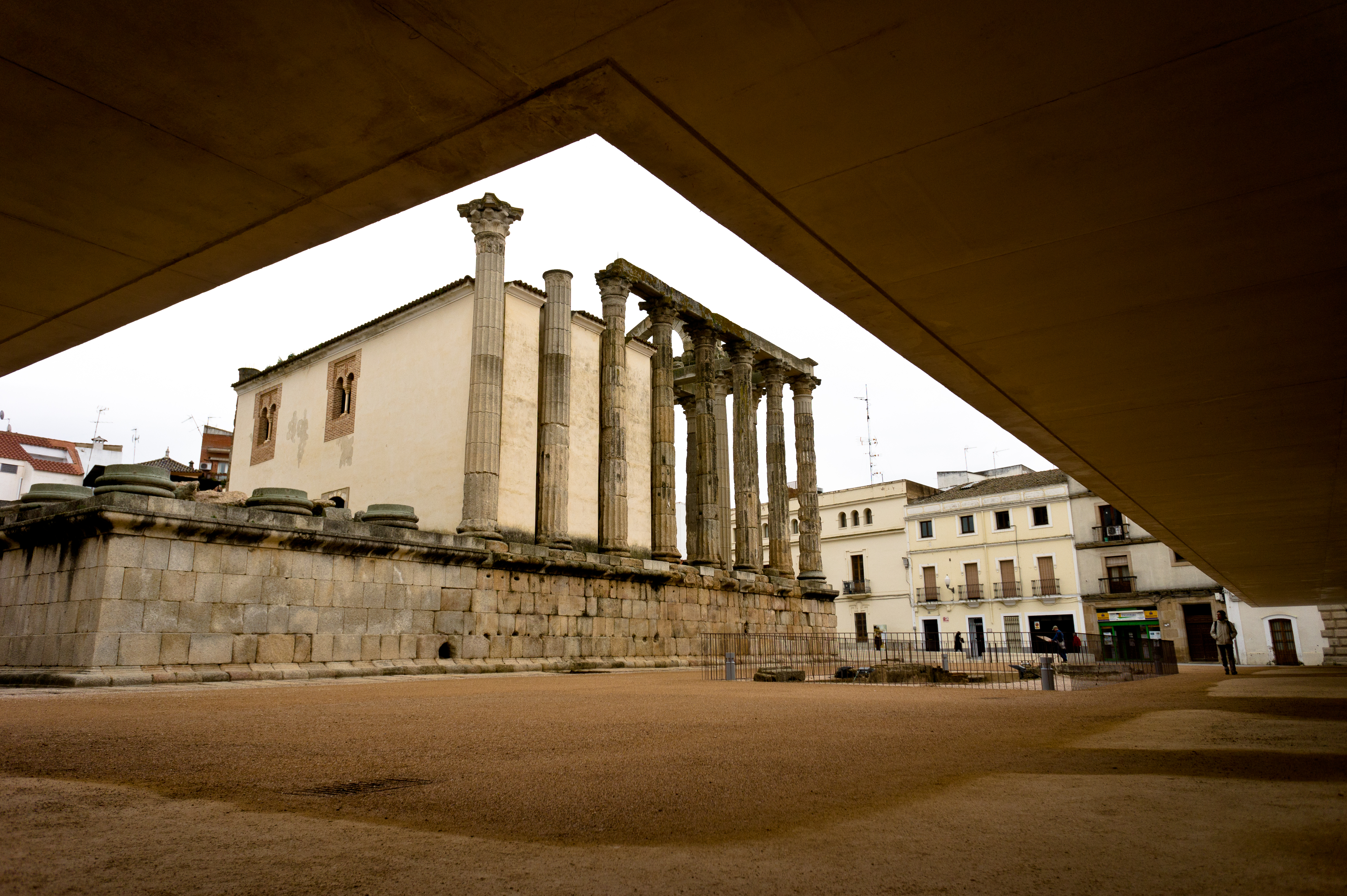
Vista posterior
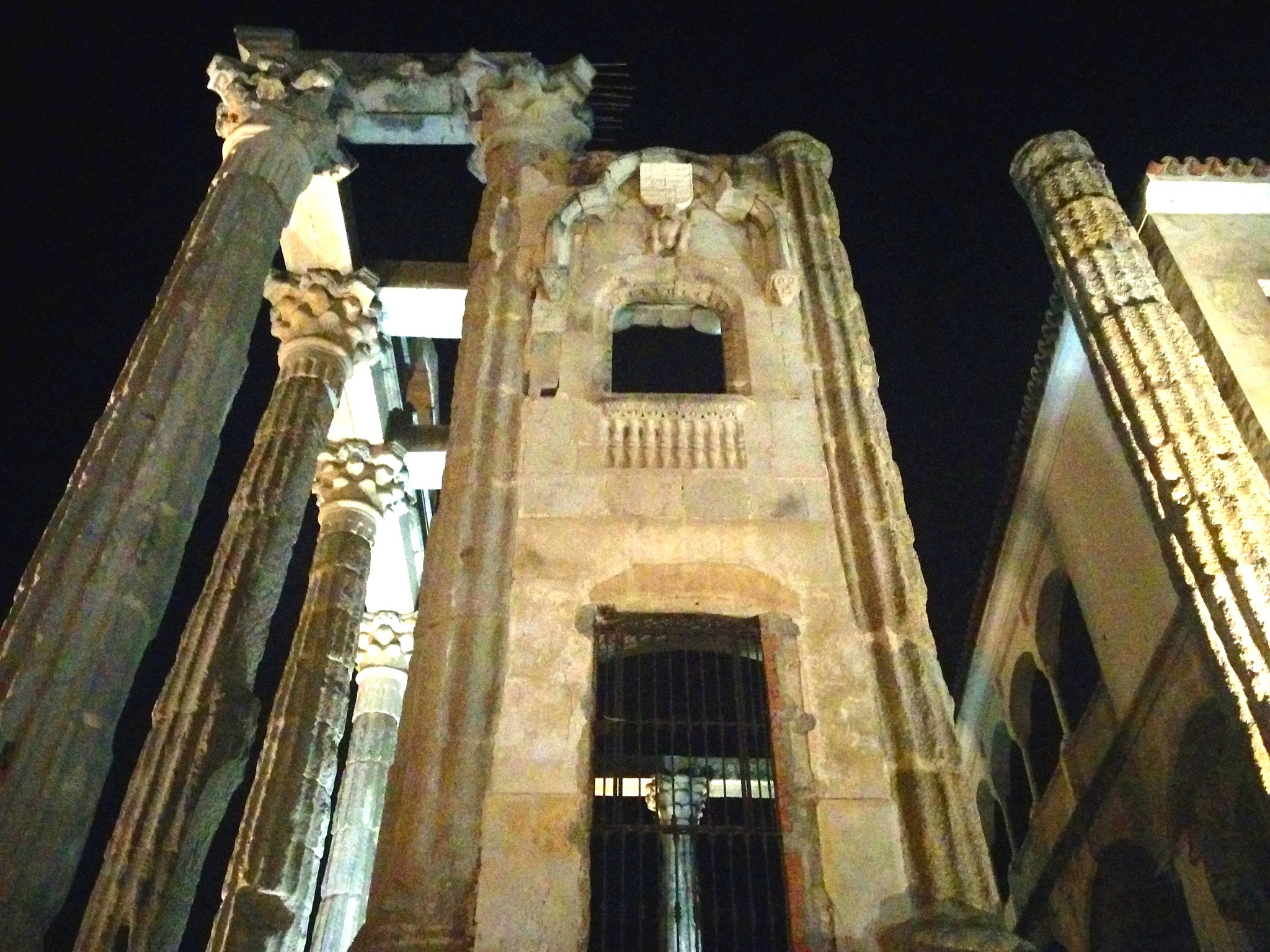
Balcó lateral
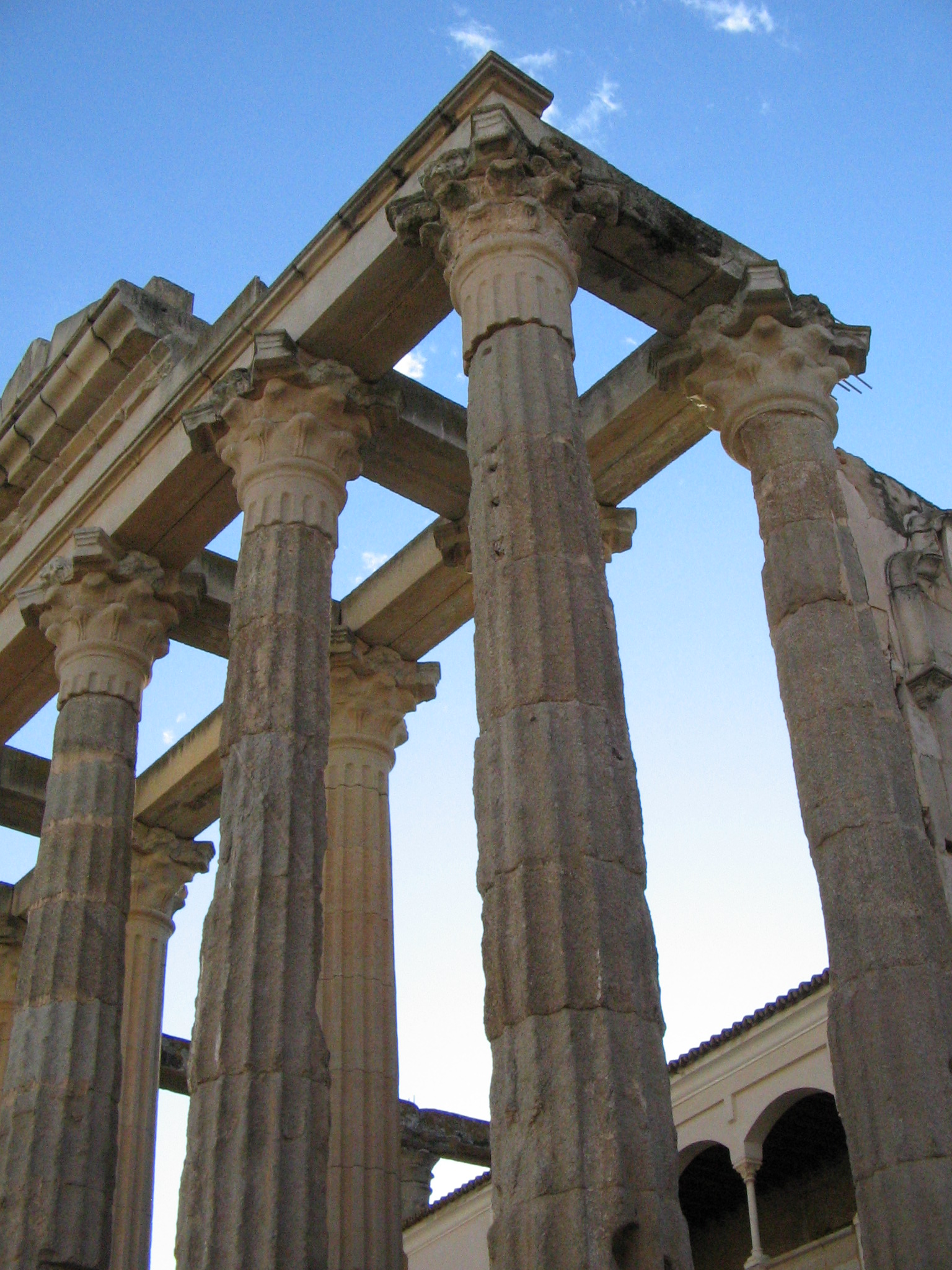
Detall de les columnes i els capitells